# تلسا رافنكس
تلسا رافنكس هو نادي كرة قدم أمريكي أٌسس عام 1978. يلعب النادي في دوري أمريكا الشمالية لكرة القدم.